# Rivière Charest
Pour les articles homonymes, voir Charest.
La rivière Charest prend sa source au lac Charest, dans le secteur Montauban-les-Mines, à l'extrême est de la municipalité de Notre-Dame-de-Montauban, située dans les MRC de Mékinac et Les Chenaux, dans la région administrative de la Mauricie, province de Québec, Canada. À sa tête, la rivière Charest draine aussi les eaux des lacs environnants : lac de la Mine, lac Perron, lac Perreault et lac Fin.

## Géographie
La rivière Charest coule vers le sud, en traversant les rangs Saint-Paul, Saint-Achille et Sainte-Anne, dans Saint-Ubalde, en s'éloignant progressivement des limites du territoire du Lac-aux-Sables. Dans son parcours dans Saint-Ubalde, cette rivière récupère les eaux des lacs Sainte-Anne et à la Perchaude. Puis la rivière coule vers le sud-est (presque en parallèle à la rivière Batiscan) et traverse 16 lots dans le premier rang Price dans la section Est de Saint-Adelphe, où son parcours devient alors très serpentin, jusqu'à son embouchure.
Après avoir dévalé la moraine de Saint-Narcisse sur plus d'un kilomètre dans le rang Nord-Est de la rivière Charest de la municipalité de Sainte-Anne-de-la-Pérade, la rivière Charest bifurque à 90 degrés vers la droite (vers le sud) entrant dans Saint-Prosper-de-Champlain, comme pour se diriger vers le village, en suivant le pied de la moraine. Puis la rivière bifurque à nouveau de 90 degrés vers la gauche et traverse la zone agricole des basses-terres de Saint-Prosper-de-Champlain, pour aller se déverser dans le delta de la rivière Sainte-Anne, près de l'île Rivard, dans la municipalité de Sainte-Anne-de-la-Pérade.
Dans les années 1950, un glissement de terrain sur les bords de la rivière Charest à Saint-Proper-de-Champlain a laissé une marque sur un terrain de 300 X 525 mètres. Ce glissement a fait dévier le parcours du chenal dans un méandre et altéré la dynamique hydrologique.

## Ruisseau Gendron

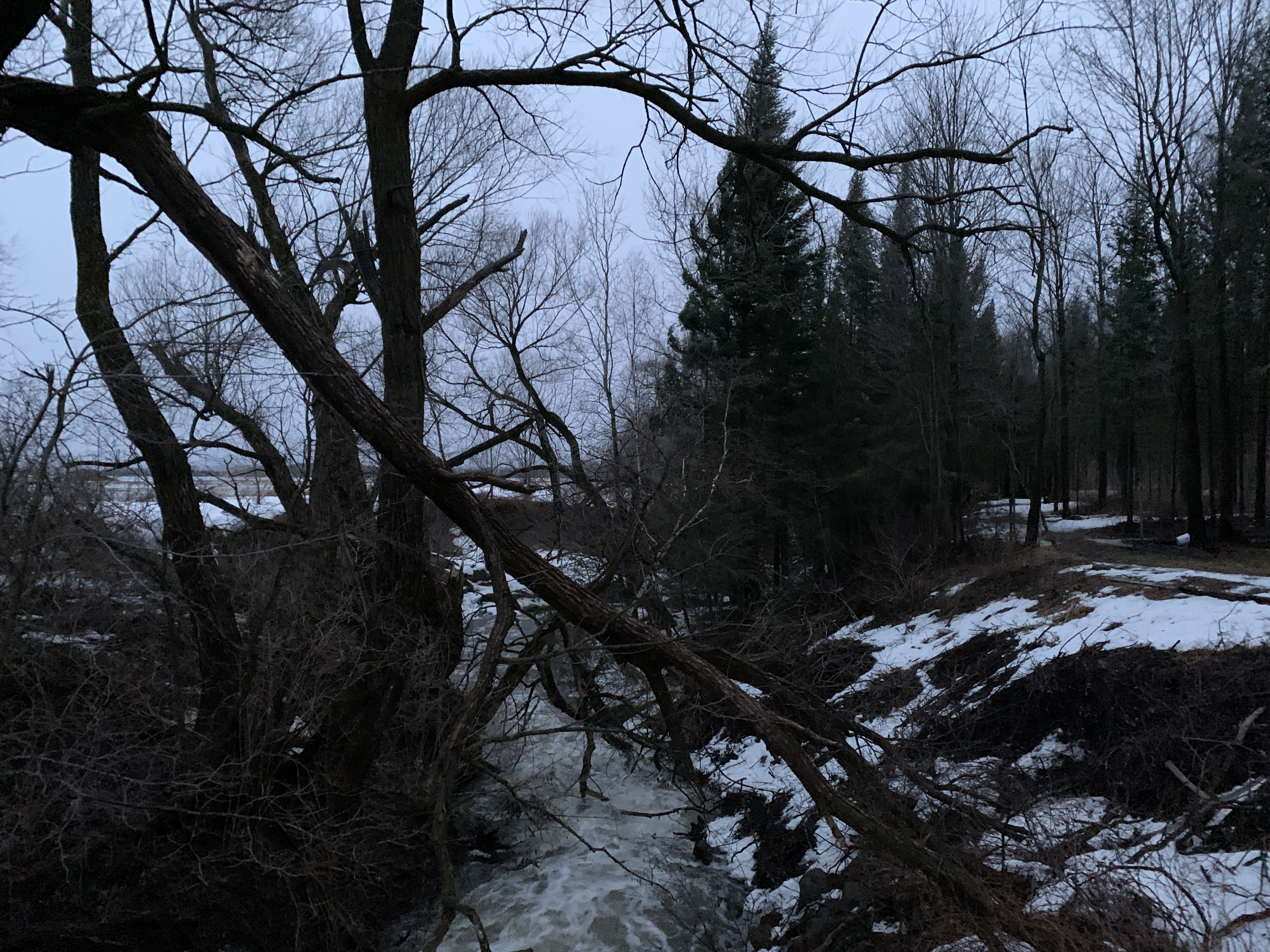
Ruisseau Édouard, affluent du ruisseau Gendron, sous pluie et vents cinglants

Prenant sa source au rang Price de Saint-Adelphe (à l'extrême Est du territoire de Saint-Adelphe), le ruisseau Gendron emprunte un parcours parallèle aux rivières Charest et Batiscan. Après avoir traversé en ligne droite un territoire accidenté et peu propice à l'agriculture, le ruisseau Gendron dévale la grande moraine de Saint-Narcisse dans une longue crevasse. Son parcours devient très méandré, dans la plaine du Saint-Laurent en passant dans la municipalité de Saint-Prosper-de-Champlain (côté au nord-est), le chemin des Trente-Trois (1er rang Saint-Édouard) et le rang Sainte-Élisabeth. Le ruisseau Gendron reforme sans cesse ses méandres et son chenal sur le fond glaiseux des basses terres du Saint-Laurent.
Le ruisseau Gendron se déverse dans la rivière Charest, tout près de son embouchure de cette dernière. Dans Saint-Prosper-de-Champlain, le ruisseau Edouard est le principal tributaire du ruisseau Gendron. Le débit du ruisseau Gendron est très accentué lors de la fonte des neiges au printemps ; il peut l'être aussi momentanément après de grandes pluies. (Coordonnées de l'embouchure du ruisseau Gendron : 46⁰ 36' 13,07" Nord ; -072⁰ 15' 29.24" Ouest).   

## Faune
Espèces de poissons présentes dans la rivière Charest, échantillonnées par la  Corporation d’Aménagement et de Protection de la rivière Sainte-Anne (CAPSA), en 2002
- Achigan à petite bouche
- Barbotte brune
- Chabot tacheté
- Crapet de roche
- Dard barré
- Fouille-roche zébré
- Lamproie de l'Est
- Lamproie marine
- Méné à museau arrondi
- Méné à nageoires rouges
- Meunier noir
- Mulet à cornes
- Naseux des rapides
- Naseux noir de l'Est
- Omble de fontaine
- Raseux-de-terre noir

## Toponymie
Le toponyme rivière Charest a été inscrit à la Banque des noms de lieux de la Commission de Toponymie du Québec, 2n décembre 1968.

## Photos

Rivière Charest
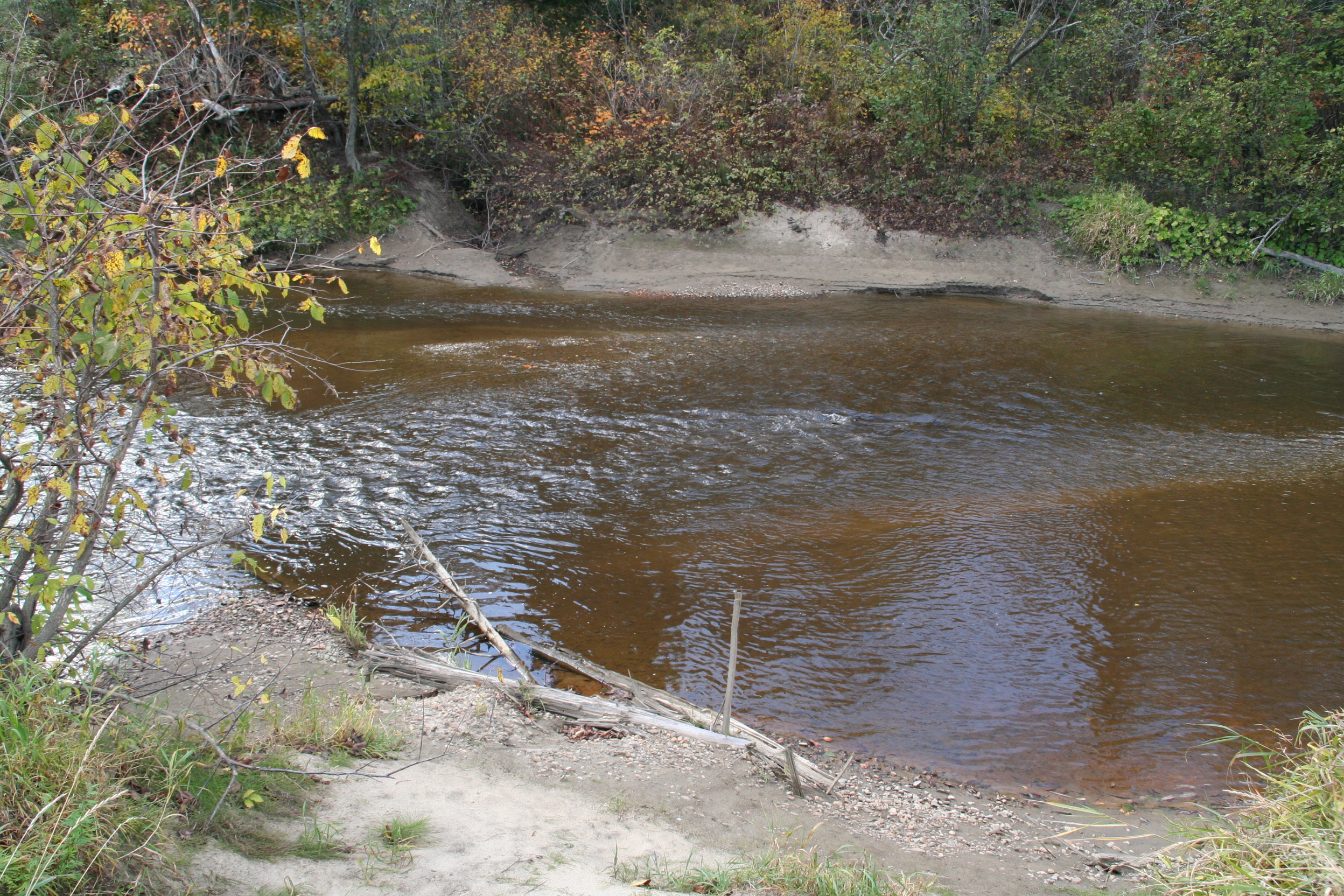
Rang Saint-Charles, du pont P-01558[7], Sainte-Anne-de-la-Pérade
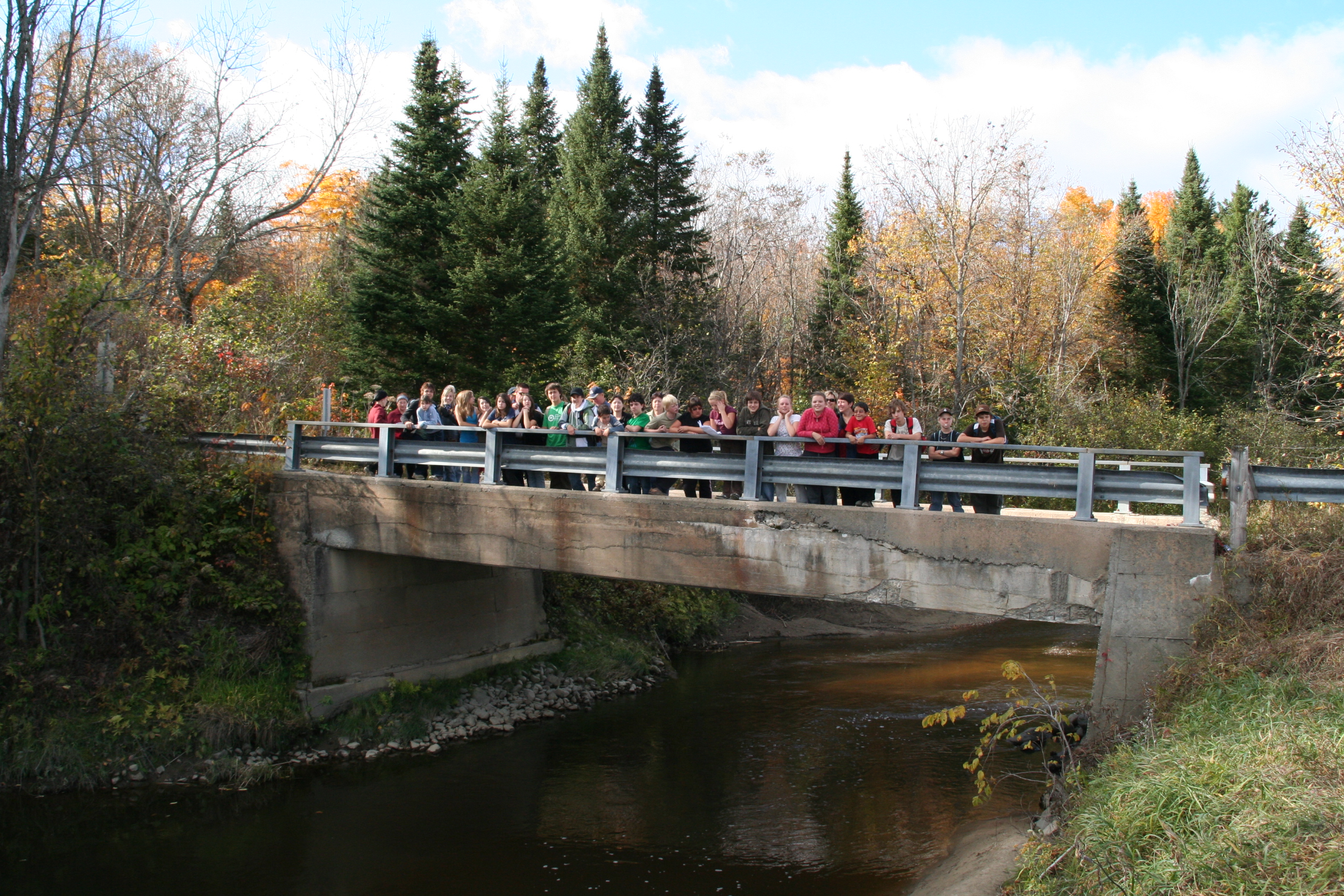
Rang Saint-Charles, du pont P-01558, Sainte-Anne-de-la-Pérade
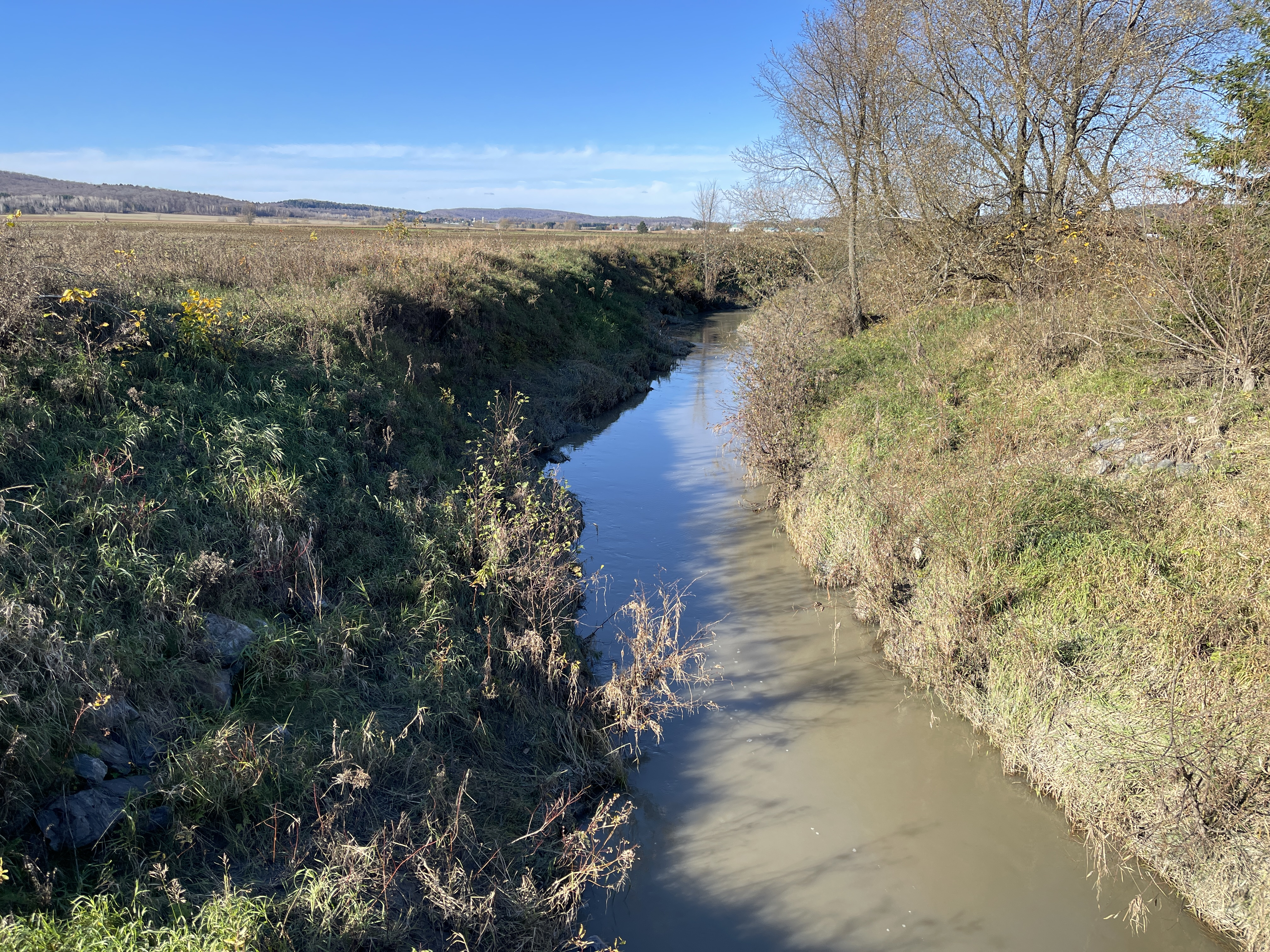
Route Bureau, du pont acier et bois P-18620, Saint-Ubalde
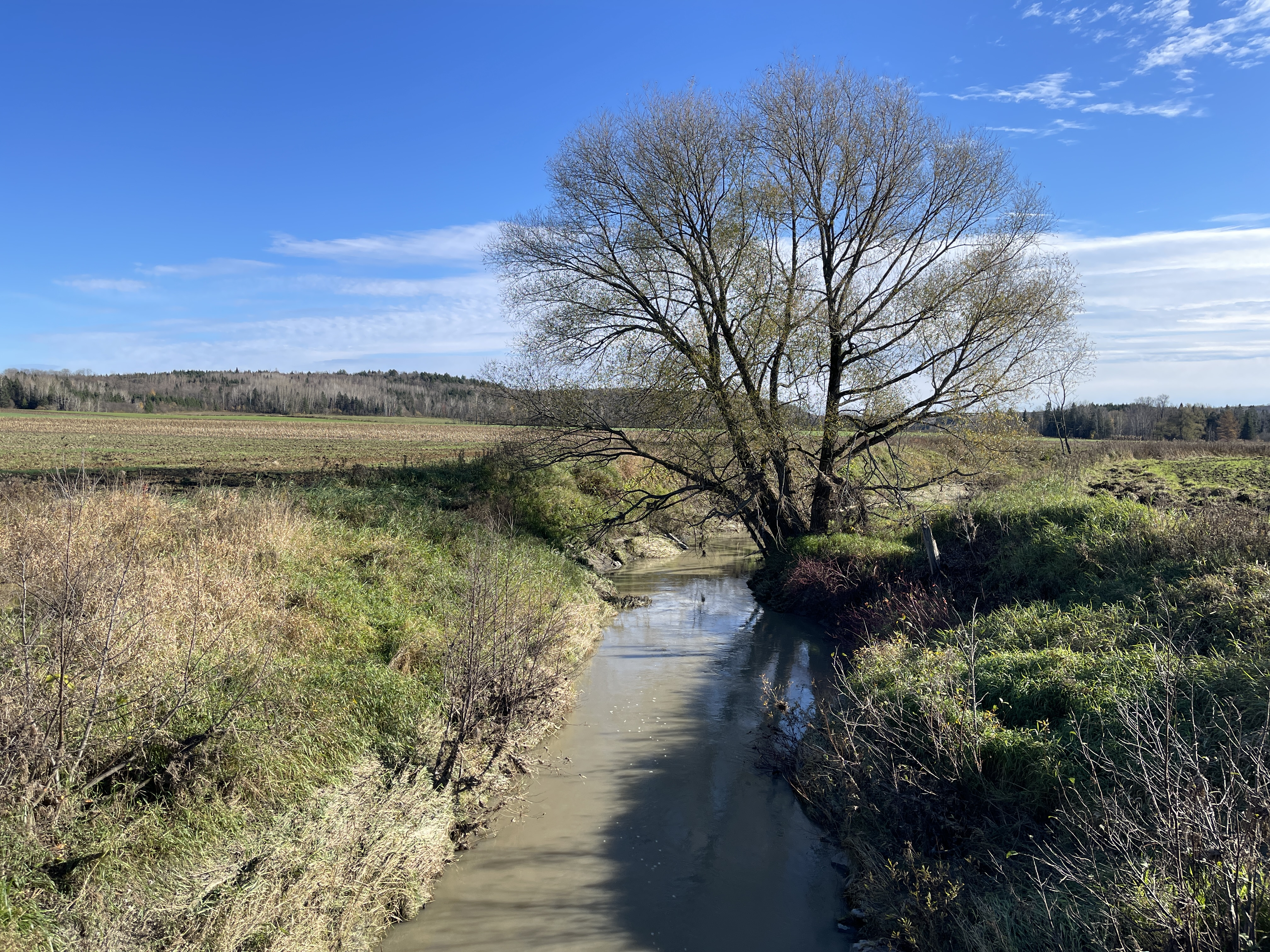
Route Bureau, du pont acier et bois P-18620[7], Saint-Ubalde